# Diastylis pseudinornata
Diastylis pseudinornata is een zeekommasoort uit de familie van de Diastylidae. De wetenschappelijke naam van de soort is voor het eerst geldig gepubliceerd in 1977 door Ledoyer.